# Francesc Brunet i Recasens
Francesc Brunet i Recasens (Igualada, 2 de novembre de 1861- Barcelona, 20 de maig de 1939) fou un compositor català.

## Biografia
Nasqué a Igualada el 2 de novembre del 1861, fill de l’igualadí Francesc Brunet Fortuny, dedicat a la venda a l'engròs de fruites tropicals; i de la lleidatana Magdalena Recasens Brunet.
Va aprendre les primeres lletres i notes musicals del seu pare, després estudià primera ensenyança i va fer el batxillerat al Seminari Conciliar de Barcelona, on va cursar la carrera de sacerdot. Després de cursar els estudis bàsics hagué de decidir la carrera professional que volia emprendre, una cursa que es disputaven per una banda la música i per l’altra el dibuix.
L'any 1880 inicia els estudis musicals –piano, harmonia, contrapunt composició i instrumentació– amb els mestres Anselm Barba, Carles Vidiella i, més tard, Josep Ribera; aquell fou el primer pas per a la constitució d’una trajectòria musical que el portaria a compondre més d’un centenar d’obres, majoritàriament de temàtica eclesiàstica. Vuit anys després, al 1888, ja és professor de música del Seminari. Més tard, al 1920, ocuparia el càrrec de mestre titular de música i organista a l'Església i convent de la Visitació del Passeig de Sant Joan de Barcelona (Saleses) i el de professor de música al Col·legi del Sagrat Cor de Sarrià, mantenint estrets contactes amb l'Orfeó Català i donant també classes particulars de piano.
El 1889 es casà amb la seva primera esposa, Soledat Bellver Cumella, barcelonina amb arrels a la vila de Castellterçol. De fet, serà en aquesta població del Moianès on passaran llargues temporades a causa de la delicada salut de la muller i esdevindrà el lloc d’estiueig de la família. A la mort de la Soledat, ocorreguda el 1904, Brunet es casarà amb la seva cunyada Pilar Bellver Cumella. Dels dos matrimonis en naixeren nou fills, si bé només set arribaren a la vida adulta.
El seu interès per les arts el portà a inscriure's a l'escola de dibuix de la Llotja de Barcelona i paral·lelament s'inicia el seu interès per la fotografia, afecció a la qual es dedicà al llarg de la seva vida. També va escriure alguns texts en prosa i poesia així com les seves memòries.
Durant la Guerra Civil Espanyola es refugià a Castellterçol, poble on passava llargues temporades. A Barcelona, les autoritats republicanes comissaren el seu domicili situat al tercer pis del número 26 del carrer de Rogerde Llúria; fruit d’aquesta ocupació, gran part de les seves pertinences, obra i arxiu foren destruïts o dispersats.
En retornar a Barcelona va poder comprovar la desaparició del seu arxiu. El disgust i el cop d'aquest fet s'agreujà amb l'evidència de la mort del seu fill, de la qual no es pogué recuperar i poc després va morir a Barcelona el 20 de maig de 1939.

## Obra
Brunet i Recasens compon com a compositor un gran nombre d'obres pertanyents a gèneres diferents: misses, antífones cants corals, cançons, balls, motets, adaptant al piano el "ball del ciri" i la "dansa de Castellterçol". Bona part del seu repertori compositiu, manuscrit i imprès, es conserva en diversos fons musicals de Catalunya, entre els quals tenim l'Arxiu Parroquial de Santa Maria de Cornudella de Montsant, l'Arxiu Parroquial de Santa Eulàlia de Berga, l'Arxiu Diocesà de Girona, l'Arxiu Comarcal de l'Anoia, l'Arxiu Comarcal del Vallès Oriental, l'Arxiu Comarcal de la Garrotxa (Olot) i l'Arxiu Comarcal de l'Urgell (Tàrrega).
Actualment, tot i que la seva obra consta de fins a 167 opus numerats, a causa de la guerra civil es disposa de poc patrimoni musical. Tot i així, Maria Soledad Torrent Brunet (la seva néta) es va voler fer càrrec de la seva herència i va gravar algunes de les seves peces.

## Fons personal fotogràfic
El seu fons personal es conserva a l'Arxiu Nacional de Catalunya. El fons fotogràfic de Francesc Brunet i Recasens recull bàsicament assumptes relacionats amb l'arquitectura religiosa i la vida als monestirs. També trobem escenes de vida quotidiana, vida rural, costums i tradicions, paisatge i vistes de diferents pobles de Catalunya i Mallorca. Cronològicament es diferencien dos períodes: en el primer, entre 1897 i 1906, treballa amb negatius format 9x12; en el segon, entre 1907 i 1936, treballa amb format 13x18.